# Trachusa byssina
Trachusa byssina là một loài ong trong họ Megachilidae. Loài này được Panzer miêu tả khoa học đầu tiên năm 1798.